# SIG MCX
SIG MCX est une famille d'armes à feu conçue et fabriquée par SIG Sauer, produite à la fois dans des modèles à tir sélectif ou en semi-automatique uniquement.

## Description
Les armes de cette famille disposent d'un système de piston à gaz, hérité de l'ancien pistolet-mitrailleur SIG MPX.
SIG a développé une version appelée MCX Spear de son arme qui a servi de base pour concevoir la nouvelle carabine américaine XM7 . L'arme est chambrée dans la nouvelle cartouche de .277 SIG Fury /  6,8x51mm,.

## Opérateurs
- France : En 2024, le Groupement de commandos parachutistes est doté de la version  MCX Spear LT[3].
- Suisse : Police cantonale genevoise
- Canada : Deuxième Force opérationnelle interarmées